# Robert Rient
Robert Rient, właśc. Łukasz Zamilski (ur. w 1980 w Szklarskiej Porębie) – polski dziennikarz, współczesny szaman, aktywista, reportażysta i pisarz.

## Życiorys
Dorastał w Szklarskiej Porębie Średniej, w której pracował później jako dziennikarz w „Tygodniku Szklarskoporębskim”. Liceum Ekonomiczne ukończył w Jeleniej Górze, następnie studiował resocjalizację i pedagogikę zdrowia na Uniwersytecie im. Adama Mickiewicza w Poznaniu, gdzie uzyskał tytuł magistra. W Poznaniu pracował jako prezenter radiowy w Radiu Afera i jako redaktor naczelny portalu informacyjnego Pion.pl. Studiował psychoedukację w Instytucie Treningu i Edukacji Psychologicznej w Krakowie i proces grupowy w Szkole Treningu Grupowego, po czym uzyskał rekomendacje Polskiego Towarzystwa Psychologicznego: I stopień (trener warsztatu umiejętności społecznych) i II stopień (trener treningu interpersonalnego). Po przeprowadzeniu się do Warszawy Rient rozpoczął pracę jako wykładowca w Warszawskiej Szkole Filmowej i dziennikarz niezależny.
O swoim odejściu od religii i Świadków Jehowy napisał w reportażu Żadnej krwi i autoreportażu Świadek, któremu przyznano Trójkowy znak jakości. Powodem apostazji była utrata wiary. Pisarz został nominowany do nagrody dziennikarskiej MediaTory 2015 „za przełamanie tabu i opisanie bezwzględnych zasad rządzących hermetycznym środowiskiem zboru, przez co skazał się na ostracyzm z ich strony. Za poruszający opis drogi od zniewolenia do wolności”. Kilka miesięcy później w reportażu „Czaiłem się między ścianą a sufitem” opisał on problem pedofilii w organizacji Świadków Jehowy.
W 2013 został stypendystą „Programu Wyszehradzkich Rezydencji Literackich” (w ramach „Międzynarodowego Funduszu Wyszehradzkiego”), a w 2016 został laureatem stypendium literackiego Ministra Kultury i Dziedzictwa Narodowego. W 2018 nominowany do Nagrody Literackiej „Nike” za powieść Duchy Jeremiego.
W 2022 w reakcji na katastrofę ekologiczną na Odrze założył „Plemię Odry” i zainicjował działania na rzecz prawnego uznania osobowości rzeki. Jego apel do rządu w tej sprawie do czerwca 2023 poparło ponad 13 000 osób. Zorganizował"Marsz dla Odry", który rozpoczął się 20 kwietnia 2023, wzięły w nim udział 233 osoby, wędrowały wzdłuż rzeki przez 44 dni i ponad 937 kilometrów. Zainicjował i koordynował 50 dniową, największą w Polsce kampanię na rzecz uznania rzeki za osobę prawną "Przepływy dla Odry", w której udział wzięła m.in. Olga Tokarczuk, Małgorzata Lebda, Natalia Przybysz, Natalia de Barbaro, Agnieszka Szpila, Natalia Grosiak.
W książce Świadek ujawnił się jako gej.

## Publikacje
Jest współautorem raportu „Męskość i kobiecość w lekturach szkolnych. Analiza treści lektur w szkole podstawowej i gimnazjum z perspektywy równości płci”.
- Pierwsza umowa. Podstawy praktyki szamanizmu, wyd. Fundacja Szamanizmu, Szklarska Poręba 2023, ISBN 9788396867506
- Wizje roślin, czyli pięćdziesiąt roślin leczniczych i jeden grzyb, wyd. Świat Książki, Warszawa 2023, ISBN 9788381399937
- Przebłysk. Dookoła świata, dookoła siebie, wyd. Wielka Litera sp. z o.o., Warszawa 2018, ISBN 978-83-8032-248-6
- Out LGBTQ Poland, wyd. The New Press(inne języki), New York 2018, ISBN 978-1-62097-369-1
- Duchy Jeremiego, wyd. Wielka Litera, Warszawa 2017, ISBN 978-83-8032-192-2
- Witness: Inside Jehovah’s Witnesses Inside Catholic Poland Inside A Gay Life, wyd. Outpost19, San Francisco 2016, ISBN 978-1-944853-05-1
- Świadek, wyd. Dowody na Istnienie, Fundacja Instytutu Reportażu, Warszawa 2015, ISBN 978-83-938112-9-8
- Chodziło o miłość, wyd. Sonia Draga, Katowice 2013, ISBN 978-83-7508-675-1